# Hesperotingis antennata
Hesperotingis antennata är en insektsart som beskrevs av Parshley 1917. Hesperotingis antennata ingår i släktet Hesperotingis och familjen nätskinnbaggar.

## Underarter
Arten delas in i följande underarter:
- H. a. antennata
- H. a. borealis